# Pamlico megye
Pamlico megye az Amerikai Egyesült Államokban, azon belül Észak-Karolina államban található. Megyeszékhelye és legnagyobb városa Bayboro. Lakosainak száma 12 276 fő (2020. április 1.). Pamlico megye Beaufort, Hyde, Carteret és Craven megyékkel határos.

## Népesség
A megye népességének változása:
| Lakosok száma | 13 108 | 13 307 | 13 072 | 12 953 | 12 781 | 12 276 |
|               | 2010   | 2011   | 2012   | 2013   | 2015   | 2020   |